# Le Trioulou
Le Trioulou ist eine französische Gemeinde mit 98 Einwohnern (Stand: 1. Januar 2022) im Département Cantal in der Region Auvergne-Rhône-Alpes. Sie gehört zum Arrondissement Aurillac und ist Teil des Kantons Maurs. 

## Lage
Le Trioulou liegt im Zentralmassiv, etwa 29 Kilometer südwestlich von Aurillac. Umgeben wird Le Trioulou von den Nachbargemeinden Maurs im Norden, Saint-Constant-Fournoulès im Osten, Saint-Santin-de-Maurs im Süden sowie Bagnac-sur-Célé im Westen.

## Bevölkerungsentwicklung
| Jahr                       | 1962 | 1968 | 1975 | 1982 | 1990 | 1999 | 2006 | 2011 | 2016 |
| Einwohner                  | 205  | 191  | 165  | 138  | 127  | 99   | 95   | 94   | 106  |
| Quellen: Cassini und INSEE |      |      |      |      |      |      |      |      |      |

## Sehenswürdigkeiten

Kirche Saint-Blaise

- Kirche Saint-Blaise
- Schloss